# いやんばか〜ん
「いやんばか〜ん」は、初代 林家木久蔵（現・林家木久扇）の2枚目のシングル。発売元はミノルフォン（現：徳間ジャパンコミュニケーションズ）、規格品番はKA-1114。

## 解説
前作から約3年ぶりのシングル。表題曲のタイトルは、正確には末尾に4点リーダーがつく。ジャケット表面には、木久蔵自身の手によるイラストが使用されている。「セントルイス・ブルース」に、灯りの無い中での性行為をテーマにした歌詞をつけたもので、なかなかうまくいかない男性に対して女性がもどかしさを感じ、正しい方向へ導かせようとする。最後はハナマルキのCMパロディとして「おかあさ〜ん!」と叫ぶ。
レコード売上は10万枚以上、または15万枚のヒットを記録した。
2007年、息子の林家木久蔵と出した落語CD『キクキクラクゴ』に収録された。自身のCDには初収録。
『笑点』の大喜利での回答で歌う事があり、木久扇になった後もトレードマークとなった。2005年11月20日放送分で初代木久蔵（当時）が代理司会を務めた際に、3問目でネタとして取り上げられた他、その2ヶ月ほど前の「大喜利」で歌丸が回答で「いやんばか～ん」を披露したこともある。『笑点』最後の出演となった2024年3月31日放送回でも、「大喜利」の最後に「いやんばか～ん」を歌った。
木久扇が「大喜利」でこの歌を歌い、踊り出すと観客が手拍子でのせるため、司会者（5代目三遊亭圓楽、桂歌丸、春風亭昇太）から座布団を没収される事が多かった。
木久扇は、「『笑点』のロサンゼルスでの大喜利収録の回答で、アメリカはジャズの国だからと、「いやんばか～ん」と歌って答えたてみたらウケた」と「いやんばか～ん」の制作の切っ掛けを語っている。

## 収録曲
A面
- いやんばか〜ん（作詞：初代 林家木久蔵、作曲：William Christopher Handy、編曲：あわの圭一）- 3分56秒
日本テレビ系『笑点』より

B面
- 木久蔵のナンチャッテ数え唄（作詞：城啓介、作曲：不詳、編曲：あわの圭一）
なんちゃっておじさんを題材にした楽曲。